# Pryteria colombiana
Pryteria colombiana là một loài bướm đêm thuộc phân họ Arctiinae, họ Erebidae.